# Administrativní dělení Zambie

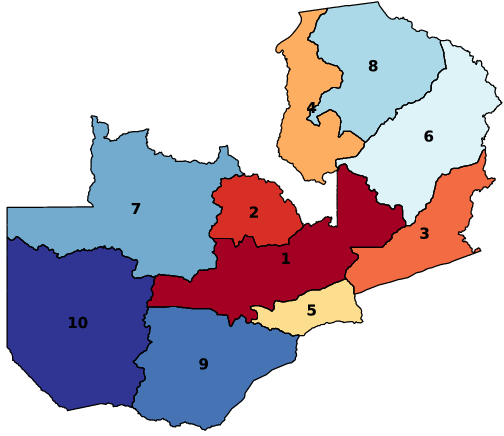
Provincie v Zambii

Zambie je rozdělena do 10 provincií. Provincie jsou dále rozděleny na 103 okresů.
Západní Provincie má největší rozlohu (126 386 km²), zatímco provincie Lusaka je nejmenší (21 896 km²). Z hlediska počtu obyvatel, provincie Lusaka je nejlidnatější a s největší hustotou zalidnění, žije tu 2 191 225 obyvatel a hustota zalidnění je tu 100 obyvatel na km². Zemědělství je hlavní zaměstnání ve většině provincií v Zambii. Hlavní plodiny v Zambii jsou kukuřice, fazole, rýže, čirok, sójové boby, slunečnice, povijnice batátová a pšenice.

## Seznam provincií
| Číslo na mapě | Provincie               | Hlavní město | Rozloha (km²) | Počet obyvatel | Hustota zalidnění (počet obyvatel/km²) | Počet okresů | Mapa |
| ------------- | ----------------------- | ------------ | ------------- | -------------- | -------------------------------------- | ------------ | ---- |
| 1             | Centrální provincie     | Kabwe        | 94,394        | 1,307,111      | 13.4                                   | 11           |      |
| 2             | Copperbelt              | Ndola        | 31,328        | 1,972,317      | 62.5                                   | 10           |      |
| 3             | Východní provincie      | Chipata      | 51,476        | 1,592,661      | 24.7                                   | 9            |      |
| 4             | Luapula                 | Mansa        | 50,567        | 991,927        | 19.0                                   | 11           |      |
| 5             | Lusaka                  | Lusaka       | 21,896        | 2,191,225      | 100.4                                  | 8            |      |
| 6             | Muchinga                | Chinsali     | 87,806        | 711,657        | 8.1                                    | 7            |      |
| 7             | Severozápadní provincie | Solwezi      | 125,826       | 727,044        | 5.6                                    | 9            |      |
| 8             | Severní provincie       | Kasama       | 77,650        | 1,105,824      | 14.2                                   | 9            |      |
| 9             | Jižní provincie         | Choma        | 85,283        | 1,589,926      | 18.8                                   | 13           |      |
| 10            | Východní provincie      | Mongu        | 126,386       | 902,974        | 7.0                                    | 16           |      |
| -             | Zambie                  | Lusaka       | 752,612       | 13,092,666     | 17.3                                   | 103          |      |

| Provincie                     | Centrální      | Copperbelt     | Východní       | Luapula       | Lusaka            | Muchinga      | Severní        | Severozápadní  | Jižní               | Východní      |
| ----------------------------- | -------------- | -------------- | -------------- | ------------- | ----------------- | ------------- | -------------- | -------------- | ------------------- | ------------- |
| Hlavní město                  | Kabwe          | Ndola          | Chipata        | Mansa         | Lusaka            | Chinsali      | Kasama         | Solwezi        | Choma               | Mongu         |
| Ministr                       | Davies Chisopa | Musenge Mwenya | Sichone Malozo | Benson Kapaya | Obvious Mwaliteta | Mwimba Malama | Chomba Sikazwe | Dawson Kafwaya | Nathaniel Mubukwanu | Poniso Njeulu |
| Rozloha (km2)                 | 94,394         | 31,328         | 51,476         | 50,567        | 21,896            | 87,806        | 77,650         | 125,826        | 85,283              | 126,386       |
| Počet obyvatel                | 1,307,111      | 1,972,317      | 1,592,661      | 991,927       | 2,191,225         | 711,657       | 1,105,824      | 727,044        | 1,589,926           | 902,974       |
| Základní školy                | 653            | 856            | 861            | 527           | 502               | -             | 1,208          | 536            | 995                 | 648           |
| Střední školy                 | 28             | 71             | 41             | 20            | 39                | -             | 26             | 23             | 45                  | 26            |
| Děti 7-15 let                 | 33,081         | 14,332         | 132,728        | 58,887        | 90,620            | -             | 22,348         | 26,834         | 30,390              | 36,984        |
| Nezaměstnanost (%)            | 9              | 32             | 6              | 6             | 31                | -             | 7              | 14             | 7                   | 10            |
| Doktoři                       | 35             | 213            | 36             | 30            | 231               | -             | 40             | 25             | 50                  | 46            |
| Nakažení malárií (v tisících) | 331            | 377            | 447            | 407           | 313               | -             | 331            | 439            | 344                 | 430           |
| Počet smrtí kvůli AIDS        | 9,016          | 26,799         | 9,338          | 5,209         | 15,429            | -             | 6,958          | 2,859          | 12,403              | 6,044         |